# Wapen van Schaijk

Wapen van Schaijk
1817-1959

Wapen van Schaijk
1959-1994

Het wapen van Schaijk kent twee versies. De eerste werd op 16 juli 1817 bevestigd door de Hoge Raad van Adel aan de Noord-Brabantse gemeente Schaijk. De tweede werd op 5 oktober 1959 verleend. Per 1994 ging Schaijk op in de nieuwe gemeente Landerd. Het wapen van Schaijk is daardoor komen te vervallen als gemeentewapen.

## Blazoenering

### Wapen per 1817
De blazoenering luidde als volgt:
Van goud, beladen met een raaf van sabel, staande op een takje van hetzelfde.
De heraldische kleuren zijn goud (goud of geel) en sabel (zwart). In de register van de Hoge Raad van Adel zelf wordt geen beschrijving gegeven, maar een afbeelding.

### Wapen per 1959
De blazoenering luidde als volgt:
Linksgeschuind van goud en azuur. Het goud beladen met een raaf van sabel, staande op een takje van hetzelfde; het azuur aan de bovenzijde voorzien van een zilveren balk, schuin links gesteld, beladen met drie latijnse letters R van sabel. Het schild gedekt met een gouden kroon van drie bladeren en twee paarlen.
De heraldische kleuren van beide wapens zijn goud (goud of geel), azuur (blauw), sabel (zwart) en zilver (wit). In de heraldiek zijn links en rechts gezien van achter het schild; voor de toeschouwer zijn de termen links en rechts dus verwisseld. Het schild is gedekt met een gravenkroon.

## Verklaring
Bij de site Nederlandse Gemeentewapens is de oorsprong van het wapen niet bekend. Het kan afgeleid zijn van het wapen van de heerlijkheid Ravenstein. Schaijk behoorde tot 1806 tot deze heerlijkheid. Het tweede wapen is een combinatie van het oude wapen van Schaijk en Reek.

## Verwante wapens

Wapen van Ravenstein
Wapen van Reek

Aalburg
· Aalst
· Aarle-Rixtel
· Alem 
· Alem, Maren en Kessel
· Almkerk
· Alphen en Riel
· Andel
· Baardwijk
· Bakel en Milheeze
· Beek en Donk
· Beers
· Berghem
· Berkel-Enschot
· Berlicum
· Besoyen
· Beugen en Rijkevoort
· Bladel en Netersel
· Bokhoven
· Borkel en Schaft
· Boxmeer
· Budel
· Capelle
· Chaam
· Cromvoirt
· Cuijk
· Cuijk en Sint Agatha
· De Werken en Sleeuwijk
· Den Dungen
· Deurne en Liessel
· Dieden, Demen en Langel
· Diessen
· Dinteloord (en Prinsenland)
· Dinther
· Dommelen
· Drongelen, Haagoort, Gansoijen en Doeveren
· Drunen
· Duizel en Steensel
· Dussen
· Eersel
· Eethen
· Emmikhoven en Waardhuizen
· Empel en Meerwijk
· Engelen
· Erp
· Esch
· Escharen
· Fijnaart en Heijningen
· Gassel
· Geffen
· Geldrop
· Gemert
· Genderen
· Gestel en Blaarthem
· Giessen
· Ginneken en Bavel
· Grave
· 's Gravenmoer
· Haaren 
· Halsteren
· Haps
· Haren en Macharen
· Hedikhuizen
· Heesch
· Heeswijk
· Heeswijk-Dinther
· Heeze
· Helvoirt
· Herpt
· Hoeven
· Hooge en Lage Mierde
· Hooge en Lage Zwaluwe
· Hoogeloon, Hapert en Casteren
· Huijbergen
· Kessel
· Klundert
· Landerd
· Leende
· Liempde
· Lierop
· Lieshout
· Linden
· Lith
· Luyksgestel
· Maarheeze
· Maasdonk
· Maashees en Overloon
· Made en Drimmelen
· Maren
· Meeuwen
· Megen, Haren en Macharen
· Mierlo
· Mill en Sint Hubert
· Moergestel
· Nederwetten en Eckart
· Nieuw-Ginneken
· Nieuw-Vossemeer
· Nieuwkuijk
· Nistelrode
· Nuenen en Gerwen
· Nuland
· Oeffelt
· Oerle
· Oijen en Teeffelen
· Oost-, West- en Middelbeers
· Oploo, Sint Anthonis en Ledeacker
· Ossendrecht
· Oud en Nieuw Gastel
· Oudenbosch
· Oudheusden
· Princenhage
· Prinsenbeek
· Putte
· Raamsdonk
· Ravenstein
· Reek
· Reusel
· Riethoven
· Rijsbergen
· Rijswijk
· Roosendaal en Nispen
· Rosmalen
· Sambeek
· Schaijk
· Schijndel
· Sint Anthonis
· Sint-Michielsgestel
· Sint-Oedenrode
· Soerendonk, Sterksel en Gastel
· Sprang
· Sprang-Capelle
· Standdaarbuiten
· Stiphout
· Stratum
· Strijp
· Terheijden
· Teteringen
· Tongelre
· Uden
· Udenhout
· Veen
· Veghel
· Veldhoven en Meerveldhoven
· Velp
· Vessem, Wintelre en Knegsel
· Vierlingsbeek
· Vlierden
· Vlijmen
· Vrijhoeve-Capelle
· Wanroij
· Waspik
· Werkendam
· Westerhoven
· Wijk en Aalburg
· Willemstad
· Woensel (en Eckart)
· Woudrichem
· Wouw
· Zeeland
· Zesgehuchten
· Zevenbergen